# Diceratobasis melanogaster
Diceratobasis melanogaster är en trollsländeart som beskrevs av Rosser W. Garrison 1986. Diceratobasis melanogaster ingår i släktet Diceratobasis och familjen dammflicksländor. IUCN kategoriserar arten globalt som otillräckligt studerad. Inga underarter finns listade i Catalogue of Life.